# Kuršėnai
Kuršėnai is een stad in Litouwen gelegen in het district Šiauliai. De stad ligt 25 kilometer ten westen van Šiauliai aan de rivier de Venta. De naam van de stad komt voor sinds de 16e eeuw en kreeg in 1946 stadsrechten.

## Stedenband
- Älmhult, Zweden

## Geboren
- Donald Kagan (1932-2021), Amerikaans hoogleraar
- Stefanija Statkuvienė (1962), atlete